# Zákon o evidenci tržeb
Zákon o evidenci tržeb (zákon č. 112/2016  Sb.) je zákon, který v České republice od 1. prosince 2016 upravuje elektronickou evidenci tržeb (EET). Jeho prováděcími předpisy jsou vyhláška č. 269/2016 Sb., o způsobu tvorby podpisového kódu poplatníka a bezpečnostního kódu poplatníka a nařízení vlády o vyloučení některých tržeb z evidence tržeb. Poslední novelizací zákona je zákon č. 137/2020 Sb. 

## Základní údaje
Návrh zákona byl rozeslán poslancům dne 4. 6. 2015. Návrh byl v PSP schválen 10. 2. 2016. Prezident zákon podepsal 30. 3. 2016.
Dne 1. června 2016 podala skupina 41 poslanců k Ústavnímu soudu návrh na zrušení zákona o EET, řízení bylo vedeno pod sp. zn. Pl. ÚS 26/16. Ústavní soud rozhodl nálezem dne 12. prosince 2017.
Podrobnosti o tomto sporu jsou uvedeny v článku Elektronická evidence tržeb, kapitola Kritika.
Elektronická evidence tržeb je způsob evidence tržeb, kdy jsou údaje o každé transakci obchodníka online posílány na státní správu. Kdokoli si může na základě těchto údajů z vystavené účtenky ověřit, že tržba byla správně zaevidována v systému EET, prostřednictvím služby vystavené na Daňovém portálu Finanční správy.

## Derogace
Zákon o evidenci tržeb byl zrušen zákonem č. 458/2022 Sb. dnem 1. ledna 2023.